# Gephyromantis granulatus
Gephyromantis granulatus is een kikker uit de familie gouden kikkers (Mantellidae). De soort werd voor het eerst wetenschappelijk beschreven door Oskar Boettger in 1881. De soort behoort tot het geslacht Gephyromantis.

## Leefgebied
De kikker is endemisch in Madagaskar. De soort komt voor in het noorden van het eiland en leeft op een hoogte tot de 900 meter. De soort leeft ook op het eiland Nosy Be.

## Beschrijving
De soort heeft een lengte van 40 tot 45 millimeter en de vrouwtjes zijn iets groter dan de mannetjes. De rug varieert van lichtbruin tot grijs met donkere vlekjes. De buik is wit tot grijs met ook donkere vlekjes. De soortaanduiding granulatus betekent vrij vertaald 'korrelig' en slaat op de ruwe structuur van de huid.

## Synoniemen
- Limnodytes granulatus Boettger
- Mantidactylus granulatus (Boettger, 1881)
- Rana granulata (Boettger, 1881)